# Nicola Mameli
Nicola Mameli (Genova, 10 gennaio 1838 – Genova, 20 gennaio 1901) è stato un patriota e politico italiano, fratello del più noto Goffredo Mameli.

## Biografia
Nacque a Genova da Giorgio e Adelaide Zoagli, della famiglia aristocratica genovese degli Zoagli.
Studioso di filosofia fin da adolescente, Nicola Mameli partecipò attivamente alle ultime lotte risorgimentali italiane. Nel 1860, durante la Spedizione dei Mille, combatté come capitano nella battaglia del Volturno; nel 1866, durante la terza guerra d'indipendenza italiana, si arruolò nel Corpo Volontari Italiani agli ordini di Giuseppe Garibaldi e come tenente del 1º Reggimento fu ferito nel corso della battaglia di Monte Suello del 3 luglio.
Nel 1882 fu eletto deputato per la Sinistra nel collegio di Voltri, dove ricoprì anche la carica di sindaco. Raccolse e custodì i manoscritti del fratello Goffredo.
Il 18 maggio 1904 fu fondata a Voltri la "Società Sportiva Nicola Mameli"  in suo onore.